# José Manuel Ribeiro da Silva
José Manuel Ribeiro da Silva (16 de fevereiro de 1935 - 9 de abril de 1958) foi um ciclista português. Venceu a Volta a Portugal em 1955 e 1957.
Nascido em Lordelo, cedo demonstrou grande apetência para o ciclismo contra vontade de seu pai que preferia para seu filho uma vida mais estável na sua pequena fábrica de móveis.
Depois de disputar e vencer várias provas populares e regionais decidiu tentar a sua sorte nos grandes clubes da cidade do Porto.
Pela mão de Salvador Henriques, em 1953, deu as primeiras voltas na pista do rio Lima sendo imediatamente inscrito na categoria de amadores-juniores, disputando o respectivo campeonato. Logo aí vence duas provas, mas perdeu o título regional por ter caído à entrada do Estádio do Lima na derradeira prova.
Nesse mesmo ano começa a mostrar toda a sua potencialidade ao classificar-se em 8º lugar na clássica Porto-Lisboa.
Estava lançado nas grandes provas e começou a ser um nome conhecido no pelotão.
Em 1954 a sua paixão pelo ciclismo é a mesma. Já não em "chaços", nem vai levar cartas aos namorados... mas todos os dias faz "raids" nas redondezas da sua povoação de Lordelo. Está cada vez mais forte e decidido.
Entretanto, chega ao Académico um convite para estar presente na Volta a Pontevedra. Estuda-se a proposta e o ciclismo do clube do Lima atravessa a fronteira.
Zé Manel Ribeiro da Silva corre admiravelmente. Os jornais espanhóis falam dele com admiração, e chegam a apontá-lo como favorito. No final, alcança o 5º lugar e é proclamado "Rei da Montanha".
É uma estreia no estrangeiro auspiciosa, especialmente por ter vencido os ciclistas espanhóis na montanha.
Regressa a Portugal ainda a tempo de vencer o Circuito de Paços de Ferreira, uma "clássica" nortenha.
Em 1955 continuam os êxitos. O nosso herói conquista o Campeonato Regional e entra na Volta a Portugal.
É a prova da sua definitiva revelação, porque se bate com Alves Barbosa até ao último momento, não o largando um instante.
Veste a camisola amarela, e só aperde num célebre contra-relógio em Sangalhos.
Até ao Porto, onde terminava a Volta, bate-se galhardamente e espreita todas as oportunidades.
Na etapa final, a multidão aglomera-se ao longo da estrada para aclamar os ciclistas. No Lima aguarda-se ansiosamente. Ribeiro da Silva entra isolado e ganha a Volta a Portugal.
O Porto e Lordelo aclamam-no. Ribeiro da Silva é um ciclista com provas dadas e um dos melhores de sempre na história do ciclismo nacional.
Em 1956 volta a disputar a Volta e fica em segundo atrás do seu rival Alves Barbosa, com quem manteve um empolgante duelo durante toda a prova, tendo contribuido decisivamente para a vitória por equipas do Académico Futebol Clube.
Neste ano além de outras provas menores, vence o Circuito da Maia prestigiada prova do ciclismo nacional da época.
A experiência adquirida nos primeiros dois anos de profissionalismo levou Ribeiro da Silva a ganhar de forma inequívoca a Volta a Portugal de 1957, deixando o segundo classificado a 6'45".
O ano de 1957 foi fantástico para Ribeiro da Silva, que brilhou a nível internacional, assumindo-se como uma promessa da velocipedia mundial. 
Na Volta a Espanha obteve a quarta posição, assistindo de muito perto ao duelo pela vitória final.
O ciclista academista participa na Volta a França pela equipa Rochet-Dunlop, obtendo um razoável 25º lugar, coroado com um triunfo na mítica montanha do Tourmalet (Pirenéus).
No mesmo ano, pedalou para a vitória na conceituada prova francesa Paris-Evreux, provocando uma enorme admiração no meio ciclista internacional, enchendo de orgulho todos os desportistas portugueses.
Todas as condições estavam reunidas para que, dada a sua juventude, viesse a afirmar-se como um grande valor internacional.
Um acidente de motorizada, no dia 9 de abril de 1958, roubou ao ciclismo português e ao Académico Futebol Clube um dos seus maiores vultos. Ribeiro da Silva foi apelidado pelo histórico e exigente crítico do L'Équipe, Paul Ruinart, "o português voador".

## Carreira desportiva
- 1953-1957 - Académico Futebol Clube do Porto, Portugal

## Palmarés
- 1955, venceu a Volta a Portugal
- 1957, venceu a Volta a Portugal